# Nihon Joshi Soccer League
Die Nihon Joshi Soccer League (jap. 日本女子サッカーリーグ, Nihon joshi sakkā rīgu, „japanische Frauenfußballliga“, engl. Japan Women's Football League) ist die dreistufige Profi- (Div. 1) Semiprofi- (Div. 2) und Amateur (Div. 3) Frauenfußballliga des japanischen Fußballverbandes Nihon Soccer Kyōkai (engl. Japan Football Association). Sie wird in Anlehnung an die J. League der Männer auch L. League (L・リーグ, L. rīgu) genannt, wobei L für ladies steht.
Seit der Saison 2021/22 ist die WE League die höchste Liga im japanischen Frauenfußball.

## Gliederung
In der 1. Liga (1部リーグ, ichibu rīgu, engl. Division 1), meist mit dem Spitznamen Nadeshiko League Div. 1 (なでしこリーグ, nadeshiko rīgu) bezeichnet, spielen derzeit zwölf Mannschaften in 22 Spieltagen die Meisterschaft aus. Die 2. Liga (2部リーグ, ichibu rīgu, engl. Division 2), meist mit dem Spitznamen Nadeshiko League Div. 2 (なでしこリーグ, nadeshiko rīgu) bezeichnet, spielen derzeit acht Mannschaften 14 Spieltage aus. Das beste Team steigt direkt auf, während der 2. Platzierte in der Relegation gegen den Vorletzt-Platzierten der 1. Liga spielt. Wie auch in der 1. Liga steigt der letztplatzierte direkt ab und der Vorletztplatzierte der 2. Liga spielt in der Relegation mit den 2. besten Team der Challenge League um die 2. Liga. Die 3. Liga (3部リーグ, nibu rīgu, engl. Division 3) mit dem Spitznamen Challenge League (チャレンジリーグ, charenji rīgu), gliedert sich in zwei Subligen Ost (チャレンジEAST, charenji īsuto) und West (チャレンジWEST, charenji uesto) aus je sechs Mannschaften, die jede jährlich 15 Spiele bestreiten. Zwischen beiden Spielklassen wird in einer Relegation je ein Auf- und Absteiger ermittelt. 
Für Zuschauer ist der Eintritt grundsätzlich frei, nur für einige Spiele wird Eintritt verlangt.

## Geschichte
Ab 1980 gab es mit dem Zen-Nihon Joshi Soccer Senshuken Taikai (全日本女子サッカー選手権大会, „Alljapanisches Frauenfußballturnier“, engl. All Japan Women's Football Championship) ein jährliches landesweites Turnier im Frauenfußball, an dem vor allem Werks-, Universitäts- und Schulmannschaften nach regionalen Qualifikationswettbewerben teilnahmen und das später als eine Art Pokalwettbewerb an die entstehende Ligastruktur angeschlossen ist. 1989 nahm die japanische Frauenfußballliga mit zunächst sechs Teams ihren Betrieb auf. In den 1990er Jahren, als auch die Nihon Pro Soccer League, die japanische [Männer-]Profifußballliga (engl. Japan Professional Football League, kurz: J. League), geschaffen wurde, begann mit der L. League der Aufbau eines Ligasystems im Frauenfußball mit zwei Spielklassen. Die Erstligamannschaften entstanden teilweise aus Werks- und Hochschulteams, die Zweitligisten teilweise aus Ober- und Mittelschulmannschaften. Einige sind heute Frauenabteilungen von Profimannschaften im Männerfußball.
Die Liga wurde danach mehrfach reorganisiert, 2010 entstand die heutige Struktur mit wieder zehn Mannschaften in der 1. Liga. Die Fußballabteilung von Tepco, der Tōkyō Denryoku Joshi Soccer-bu Mareeze (東京電力女子サッカー部マリーゼ), stellte 2011 wegen des Tōhoku-Erdbebens und der resultierenden Unfälle im Kernkraftwerk Fukushima I 2011 ihren Spielbetrieb ein, weshalb 2011 nur neun Mannschaften im Wettbewerb waren.
Nach dem Hauptsponsor, dem Lebensmittelhandelsunternehmen Plenus (purenasu), heißen die Ligen derzeit offiziell plenus Nadeshiko League und plenus Challenge League.

## Mannschaften in der 1. Liga
2016 spielten folgende Mannschaften in der Nadeshiko League:
- Urawa Red Diamonds Ladies (浦和レッドダイヤモンズ・レディース) aus Saitama, Präfektur Saitama
- NTV Beleza (Nittere Berēza 日テレ・ベレーザ) aus Inagi, Präfektur Tokio
- AC Nagano Parceiro Ladies (AC長野パルセイロ・レディース) aus Nagano, Präfektur Nagano
- Vegalta Sendai Ladies (ベガルタ仙台レディース) aus Sendai, Präfektur Miyagi
- Okayama Yunogo Belle (岡山湯郷Belle) aus Mimasaka, Präfektur Okayama
- INAC Kōbe Leonessa (INAC神戸レオネッサ) aus Kōbe, Präfektur Hyōgo
- JEF United Ichihara Chiba Ladies (ジェフユナイテッド市原・千葉レディース) aus Ichihara und Chiba, Präfektur Chiba
- Albirex Niigata Ladies (アルビレックス新潟レディース) aus Niigata und Seirō, Präfektur Niigata
- Iga FC Kunoichi (伊賀フットボールクラブくノ一) aus Iga, Präfektur Mie
- Speranza FC Osaka Takatsuki (スペランツァFC大阪高槻) aus Takatsuki, Präfektur Osaka

## Historische Meister der 1. Liga
Zählt man durchgehend alle seit 1989 ausgetragenen Meisterschaften, so sind NTV Beleza (und Vorläufer Yomiuri Beleza) mit insgesamt zwölf Titeln Rekordmeister, als Sieger 2010 auch amtierender Meister.
- Im eingliedrigen Ligabetrieb als JLSL
  - 1989/90: Shimizu FC Ladies
  - 1990/91: Yomiuri Soccer Club Joshi Beleza
  - 1991/92: Yomiuri Soccer Club Joshi Beleza (engl. Yomiuri Football Club-)
  - 1992: Yomiuri Nihon Soccer Club Joshi Beleza
- Im Ligabetrieb als L.League, wie in der J.League in zwei Saisonhälften
  - 1993: Yomiuri Nihon Soccer Club Joshi Beleza
  - 1994: Prima Ham FC Kunoichi
  - 1996: Nikkō Shōken Dream Ladies (engl. Nikko Securities-)
  - 1997: Nikkō Shōken Dream Ladies
  - 1998: Nikkō Shōken Dream Ladies
  - 1999: Prima Ham FC Kunoichi (engl. Prima Meatpackers-)
- In der L.League mit zwei Saisonphasen in zunächst zwei regional getrennten Ligen, aus denen die besten vier Mannschaften dann die Meisterschaft ausspielten
  - 2000: NTV Beleza
  - 2001: NTV Beleza
  - 2002: NTV Beleza
  - 2003: Tasaki Perule FC
- In der L League ichibu (L1) aus acht Mannschaften
  - 2004: Saitama Reinas FC
  - 2005: NTV Beleza
- Als Nadeshiko League aus acht Mannschaften
  - 2006: NTV Beleza
  - 2007: NTV Beleza
  - 2008: NTV Beleza
  - 2009: Urawa Red Diamonds Ladies
- Als Nadeshiko League
  - 2010: NTV Beleza
  - 2011: INAC Kōbe Leonessa
  - 2012: INAC Kōbe Leonessa
  - 2013: INAC Kōbe Leonessa
  - 2014: Urawa Red Diamonds Ladies
  - 2015: NTV Beleza
  - 2016: NTV Beleza
  - 2017: NTV Beleza
  - 2018: NTV Beleza
  - 2019: NTV Beleza
  - 2020: Urawa Red Diamonds Ladies
  - 2021: Iga FC Kunoichi
  - 2022: SFIDA Setagaya FC